# Viv Albertine
Viviane Katrina Louise "Viv" Albertine (Sídney, 1 de diciembre de 1954) es una cantante, guitarrista y compositora australiana, reconocida por su trabajo como la guitarrista del grupo británico de punk rock The Slits. Actualmente reside en Hackney, Londres.

## Carrera
Albertine nació en Sídney, en una casa de inmigrantes, de madre suiza y padre corso. Se trasladó al Reino Unido en su infancia. Allí fue una de las fundadoras del grupo de punk The Flowers of Romance, banda en la que se encontraba el reconocido músico Sid Vicious. Fue amiga personal de los músicos Mick Jones y Joe Strummer de The Clash y de los músicos de la agrupación Sex Pistols. Se unió a The Slits como la guitarrista de la banda tras la salida de Kate Korus en 1977. Mientras continuaba como un miembro clave de los Slits, Albertine contribuyó con la guitarra y el trabajo vocal en el álbum de 1980 E Pluribus Unum de la banda The 49 Americans.
Tras la disolución de The Slits en 1982, Albertine estudió cine en Londres. Trabajó como directora, sobre todo para televisión, durante la mayor parte de los años 1980 y 1990. Su trabajo de dirección independiente incluyó colaboraciones con la BBC y el British Film Institute.
En 2009 comenzó a actuar como solista. Su concierto debut fue en Brixton el 20 de septiembre de 2009. En marzo de 2010 lanzó un EP en solitario de cuatro canciones titulado Flesh. Grabó una versión de "Letter to Hermione" de David Bowie para el álbum tributo a Bowie We Were So Turned On: A Tribute to David Bowie, que fue lanzado el 6 de septiembre de 2010. Su álbum debut como solista, The Vermilion Border, fue lanzado el 5 de noviembre de 2012 a través del sello Cádiz Music.
El 17 de junio de 2013 abrió para Siouxsie Sioux en el Royal Festival Hall de Londres.